# 319009 Kudirka
319009 Kudirka è un asteroide della fascia principale. Scoperto nel 2005, presenta un'orbita caratterizzata da un semiasse maggiore pari a 2,7733699 au e da un'eccentricità di 0,0815029, inclinata di 3,44649° rispetto all'eclittica.